# Priorato e castello di Tynemouth

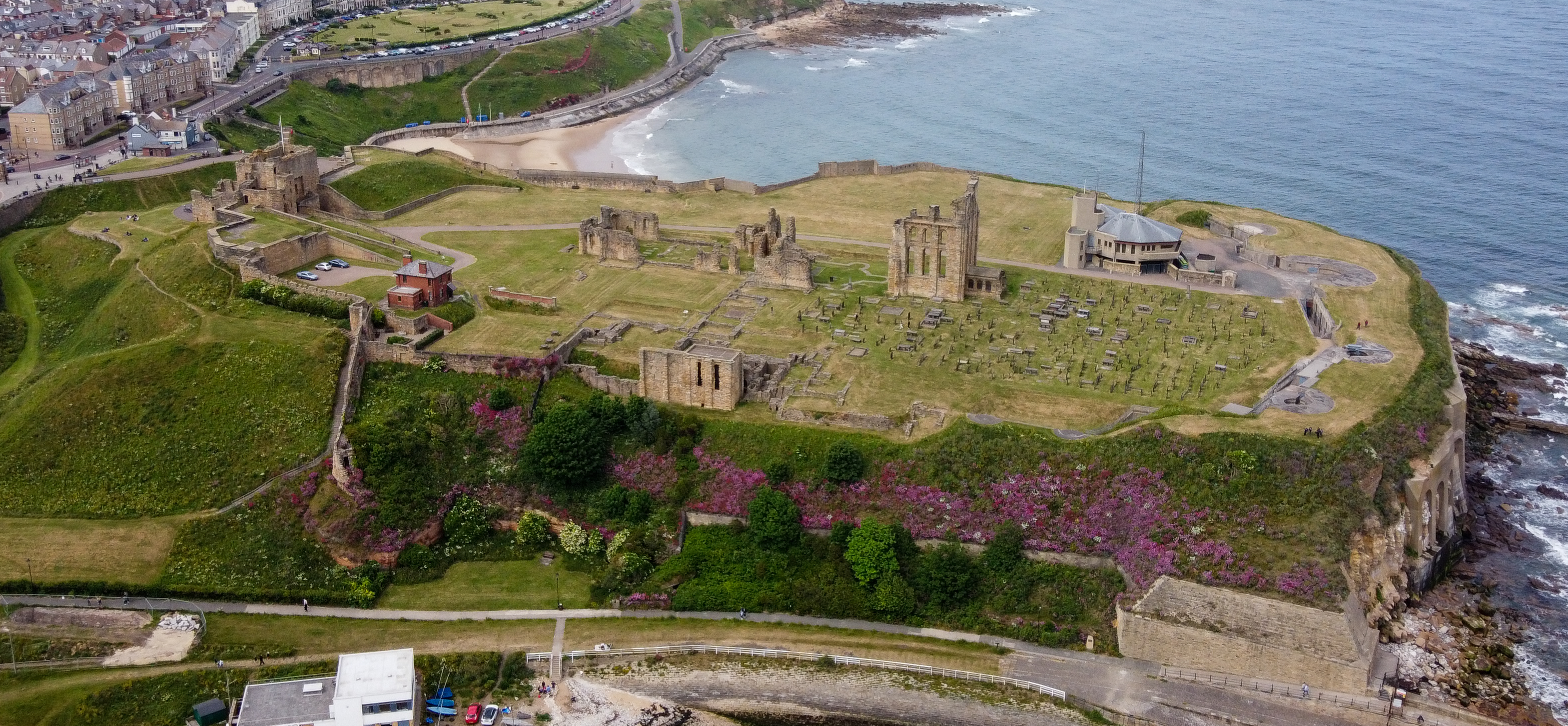
Veduta aerea del Priorato e del Castello di Tynemouth

Il Priorato e castello di Tynemouth è un sito storico situato su un promontorio alla foce del Tyne a Tynemouth che comprende il priorato benedettino medievale, che era protetto da mura, torri e un corpo di guardia, e un castello costruito probabilmente nel XIII o XIV secolo. Lo stemma del distretto metropolitano di North Tyneside comprende tre corone che commemorano i tre re che furono sepolti nel priorato.

## Priorato di Tynemouth

### Storia antica
Le prime testimonianze di insediamenti umani sul promontorio sono le tracce di due case circolari in legno, la più grande tipica della tribù dei Votadini della tarda età del ferro (due secoli prima dell'invasione romana del 43 d.C.) e la più piccola del periodo romano del 2º secolo.
Il monastero fu probabilmente fondato da uno dei re anglici della Northumbria. La tradizione medievale vuole che sia stato fondato a metà del VII secolo quando Oswine, re di Deira, il primo re ad essere sepolto a Tynemouth, fu sotterrato nel luogo dal suo assassino Oswiu, un re berniciano che, pentendosi del gesto, decise di istituire un convento per espiare la sua colpa. Anche Beda menziona la presenza di un'abbazia nel sito che, nel 792, era abbastanza importante da ospitare la tomba del re della Northumbria Osred II, il secondo re ad essere sepolto a Tynemouth. Per tutto il IX secolo il monastero fu bersaglio delle incursioni vichinghe, fino alla sua distruzione nell'875. Non esistono strutture sopravvissute risalenti a tale periodo, ma sono stati rinvenuti diversi frammenti di croci anglosassoni e tracce di cinque edifici rettangolari in legno.
A metà dell'XI secolo, un cappellano di Tostig, conte di Northumbria registrò la presenza di una chiesa parrocchiale turrita dedicata a Maria, che fu distrutta da Guglielmo il Conquistatore durante la conquista del Nord.
Nel 1065 fu riesumato un cadavere dal monastero in rovina e si ritenne che fossero i resti di St Oswine. Nel 1083 il monastero fu rifondato da un monaco di nome Turchil, proveniente dall'abbazia benedettina di Monkwearmouth-Jarrow (che era una cellula del priorato di Durham). Tuttavia nel 1090 Robert di Mowbray, conte di Northumbria, concesse le sue terre dentro e intorno a Tynemouth all'abbazia di St. Albans, provocando una lunga disputa di giurisdizione tra i monaci di Durham e St Albans. Poco dopo la concessione iniziò la costruzione della nuova chiesa che fu dedicata a Sant'Oswine, il cui santuario divenne un luogo di pellegrinaggio, e alla Vergine Maria.
Nel 1093 Malcolm III, re di Scozia fu ucciso nella battaglia di Alnwick e divenne il terzo re ad essere sepolto a Tynemouth. In seguito Alessandro I fece portare il corpo di suo padre nell'abbazia di Dunfermline.
Il 20 agosto 1110 il reliquiario di St Oswine fu trasferito con una cerimonia da Jarrow alla nuova chiesa a Tynemouth, la cui parte orientale era stata completata (mentre continuava la costruzione della navata). Un incendio scoppiato nel 1150 distrusse il dormitorio, il refettorio e l'ostello, tutti edifici con il tetto di paglia.

### All'apice del potere

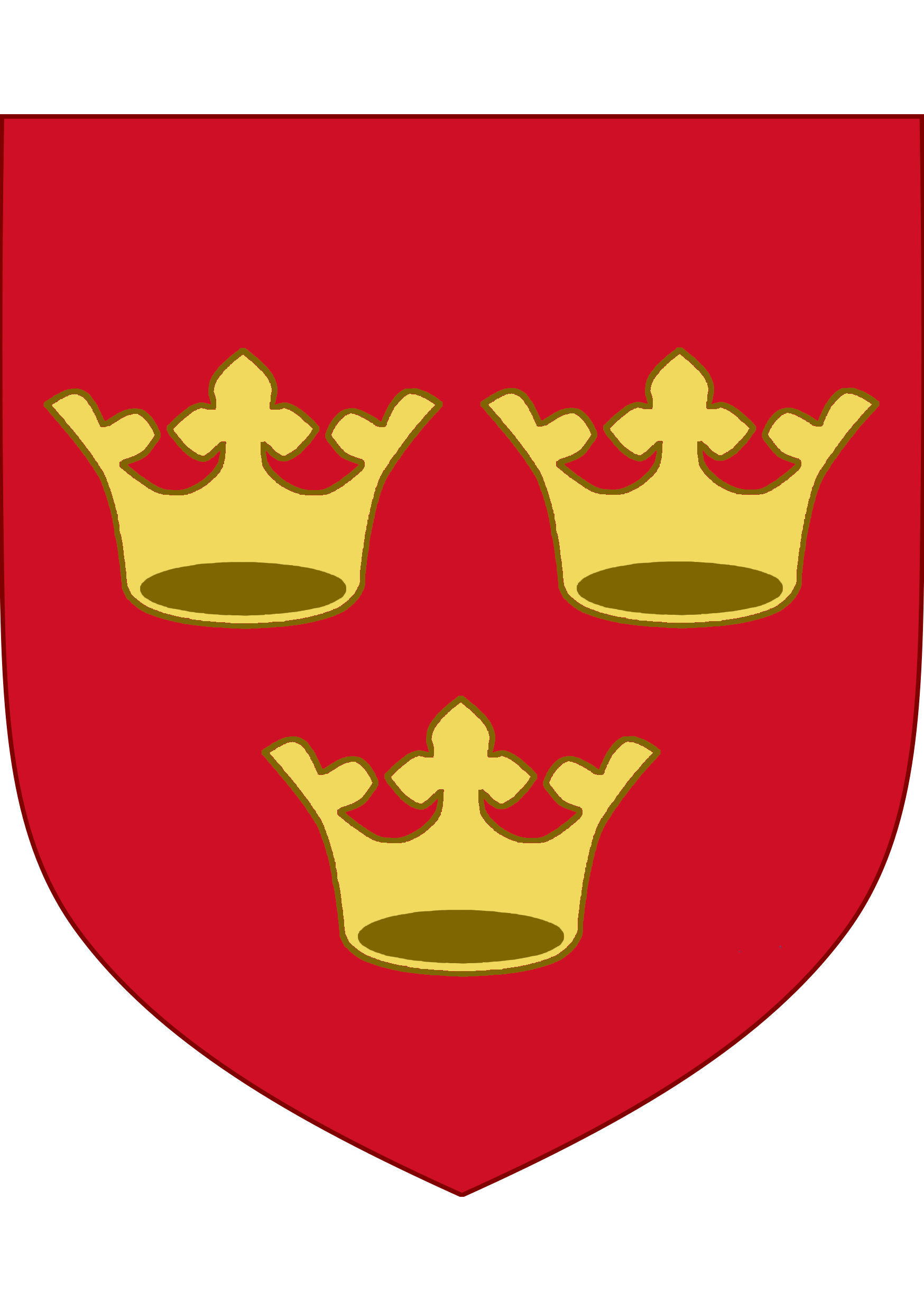
Lo stemma del priorato

La disputa tra i monaci di Durham e St Albans fu risolta nel 1174, quando fu deciso che il priorato di Tynemouth sarebbe rimasto una cellula dell'abbazia di St Albans. Fu in questo periodo che il priorato ricevette diritti, privilegi e vaste terre che furono confermati da re Riccardo I nel 1189. La vasta tenuta monastica divenne nota come la Libertà di Tynemouth, grazie alla quale il priore e il convento traevano profitto dagli affitti, dai prodotti agricoli e dal carbone. Questa ritrovata ricchezza portò ad un periodo di rinnovamento e ampliamento dal 1190 al 1260. Il coro e il presbiterio furono completamente ricostruiti, il reliquiario di St Oswine fu dorato da Baldwin, un orafo di St Albans, la navata fu ampliata e dotata di un nuovo fronte ovest, le finestre del refettorio furono riparate e la sala capitolare fu ristrutturata.
All'inizio del XIII secolo, il priore decise di creare un porto sul Tyne: nacque così il villaggio di pescatori di North Shields che, oltre a fornire pesce al priorato, serviva anche per trasportare il carbone dalle miniere possedute dal monastero. La sua creazione causò tensioni con Newcastle che aveva sempre detenuto il monopolio sul carbone, la lana e il pesce trasportati e venduti lungo il fiume. Nel 1267 il sindaco di Newcastle guidò un gruppo di uomini armati e rase al suolo il villaggio di pescatori. Il priorato cercava l'indipendenza da St Albans e così l'abate, insieme al sindaco e ai cittadini di Newcastle, convinse Edoardo I a sospendere il commercio di Tynemouth e a revocare la Libertà nel 1290. Tuttavia, grazie alle fortificazioni erette durante l'invasione inglese della Scozia nel 1296, Edoardo I e Margherita di Francia visitarono regolarmente il priorato e fecero costruire un oratorio privato a loro uso. In ringraziamento per l'ospitalità dei monaci la Libertà venne restaurata e si consentì la continuazione dei commerci.

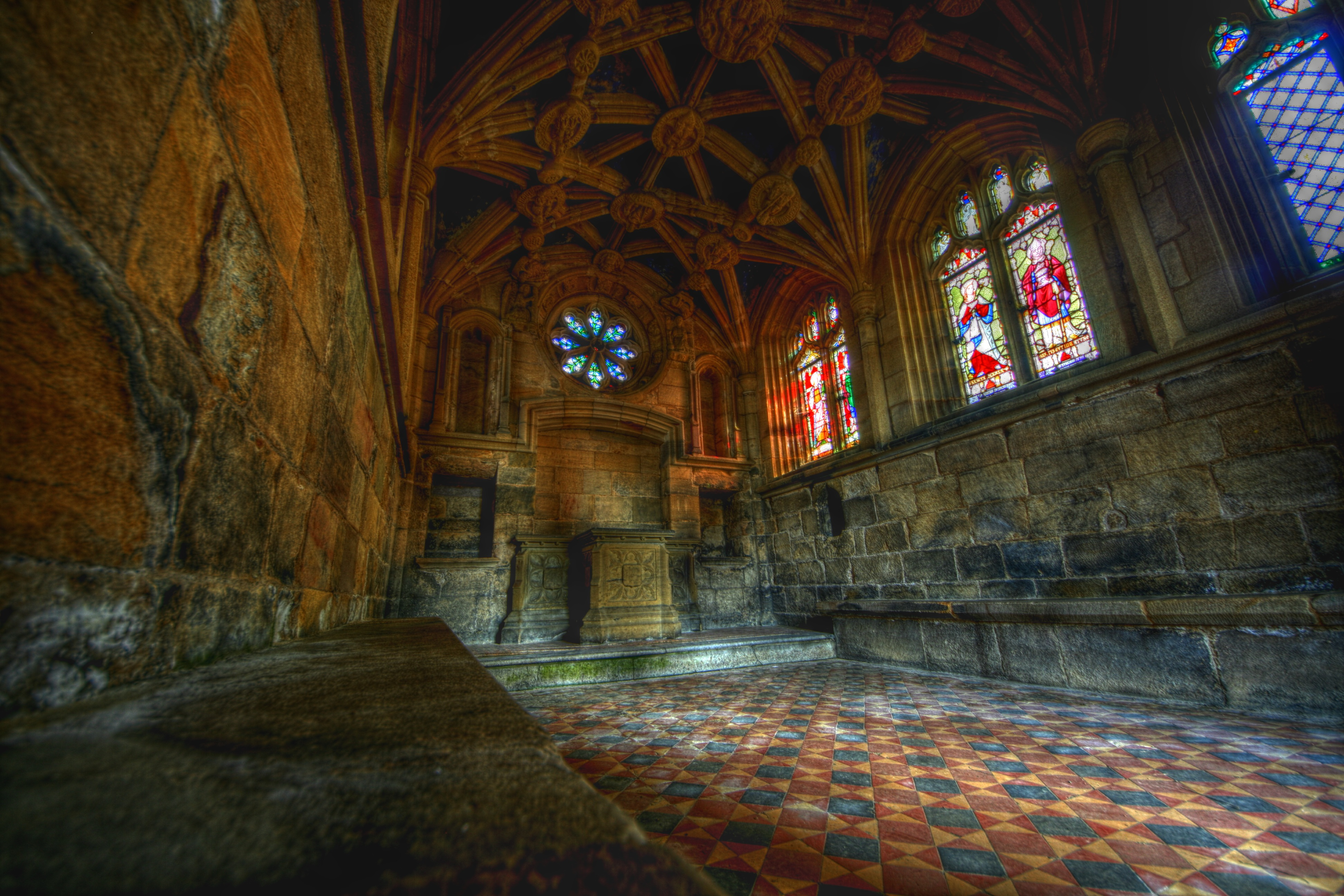
La cappella della famiglia Percy

Adam FitzRoy, figlio illegittimo di re Edoardo II, morì il 18 settembre 1322 mentre accompagnava suo padre in Scozia e fu sepolto a Tynemouth il 30 settembre 1322.
La rivalità economica con Newcastle rimase, ma il priorato continuò a fiorire: grazie ai profitti fu possibile costruire una magnifica cappella dedicata alla Madonna (descritta come "nuova" nel 1336) e la cappella della famiglia Percy a metà del XV secolo.

### Scioglimento dei monasteri
All'inizio del XVI secolo Tynemouth ottenne finalmente l'indipendenza da St Albans, concessa dal cardinale Thomas Wolsey. Tuttavia, poco dopo, nel gennaio 1539, il priorato fu soppresso da re Enrico VIII che prese possesso di tutte le terre monastiche e distrusse il reliquiario di St Oswine.

## Castello di Tynemouth
Nel 1095 il conte Robert di Mowbray si ribellò contro re Guglielmo II, che ne assediò la roccaforte, il castello di Bamburgh. Il conte e 30 seguaci si rifugiarono a Tynemouth dove resistettero per sei giorni prima di essere catturati: tale circostanza suggerisce che il monastero fosse già fortificato e difeso in qualche modo, probabilmente da una motta castrale.
Quando Edoardo I invase la Scozia nel 1296, il priore ricevette la licenza reale di fortificare il monastero. Le cortine murarie furono erette sopra un terrapieno che attraversa la larghezza del promontorio e potrebbero risalire alle difese normanne o all'insediamento della tarda età del ferro. Le mura che un tempo circondavano l'intero monastero furono ulteriormente fortificate dalla torre Whitley che domina King Edward's Bay e dalla torre East Mount verso Prior's Haven. I muri in pietra costituivano un prolungamento delle difese del monastero che esistevano già durante il regno di Enrico II.
Nel 1312 Edoardo II si rifugiò nel castello di Tynemouth insieme al suo impopolare favorito Piers Gaveston, prima di fuggire via mare al castello di Scarborough nonostante le suppliche di sua moglie Isabella.
Dopo aver vinto gli inglesi nella battaglia di Bannockburn nel 1314, Robert the Bruce attaccò Tynemouth ma il castello fu difeso con successo da una guarnigione di 80 uomini d'arme. Nel 1318 il re nominò un custode delle fortificazioni del priorato. Nel febbraio 1390, Riccardo II, John di Gaunt e Henry Percy, conte di Northumberland versarono ingenti somme di denaro per le difese di Tynemouth e presto iniziò la costruzione di un corpo di guardia nel mezzo del terrapieno che fu completato all'inizio del XV secolo.
Per la sua importanza strategica, il castello rimase nelle mani della Corona anche dopo la soppressione del priorato. Nuove fortificazioni di artiglieria furono costruite a partire dal 1545, con la consulenza di sir Richard Lee e degli ingegneri militari italiani Gian Tommaso Scala e Antonio da Bergamo. Le mura del castello medievale furono rinnovate con l'installazione di nuovi cannoni. Nel 1564, il castello diede i natali a Henry Percy, 9º conte di Northumberland durante il periodo in cui suo padre, l'8º conte, era guardiano del castello.
Nel maggio 1594 George Selby e Thomas Power, luogotenente del castello di Tynemouth, catturarono due fuggitivi dalla corte di Anna di Danimarca che avevano rubato alcuni dei suoi gioielli. Thomas Power tenne i due (l'orafo tedesco Jacob Kroger e lo stalliere francese Guillaume Martyn)  prigionieri a Tynemouth per cinque settimane finché non furono restituiti a Edimburgo per il processo sommario e l'esecuzione.
William Selby divenne custode del castello di Tynemouth nel dicembre 1606, succedendo a sir Henry Widdrington. All'epoca fu fatto un inventario dell'artiglieria del castello: alcuni moschetti e alabarde della sala grande e dell'armeria furono richiesti per il conte di Northumberland. Selby scrisse che la casa e gli alloggi erano inabitabili e che le armi non erano montate. Il suo compito consisteva nel mantenere un faro per la navigazione.

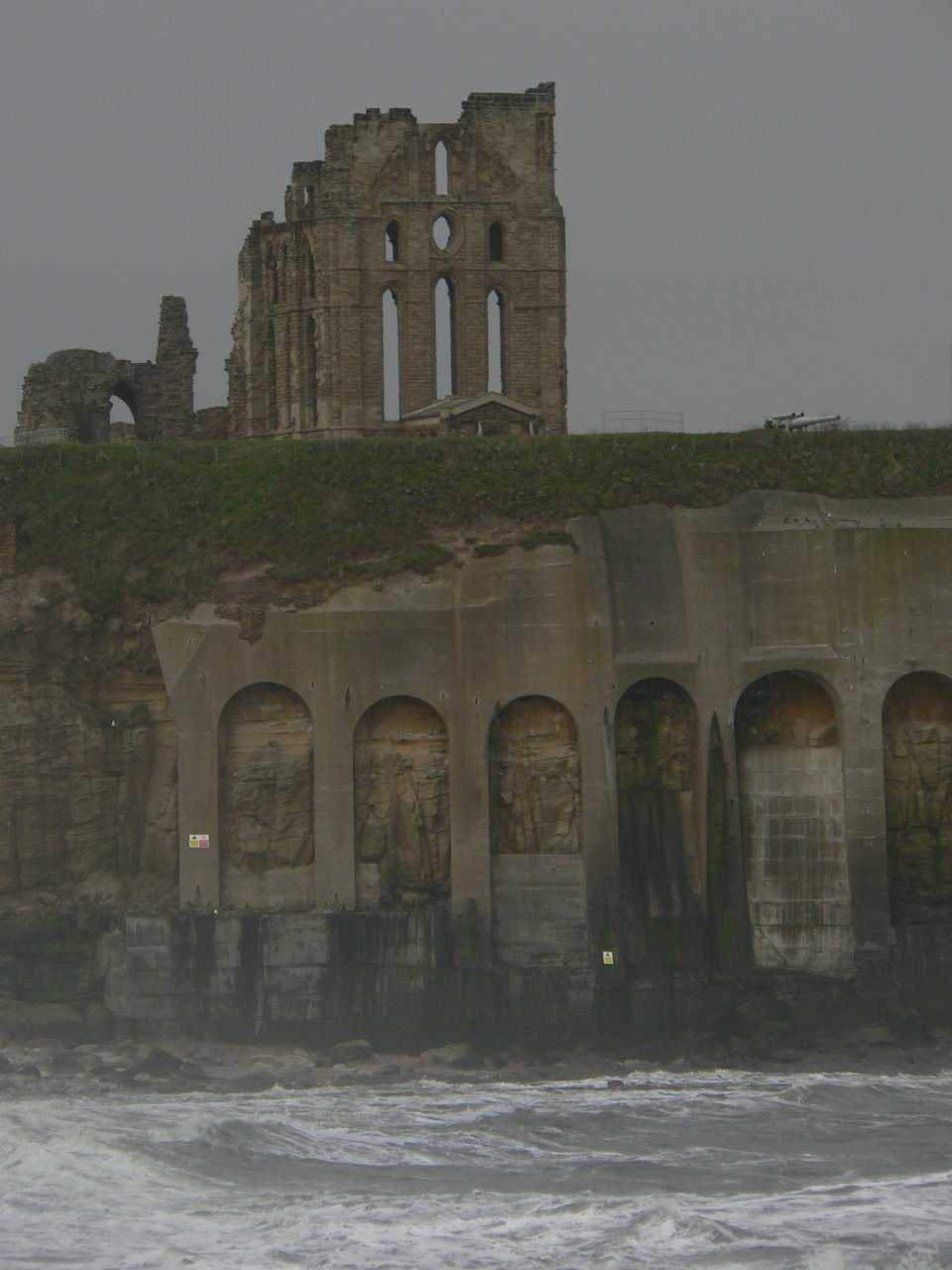
Il priorato di Tynemouth visto dal molo di Tynemouth mostra la natura strategica della sua posizione sul promontorio

### Faro e difesa della costa
Per qualche tempo, in cima a una delle torrette all'estremità orientale della chiesa del priorato fu mantenuta una luce di segnalazione con una braciere a carbone. Non si sa quando ebbe inizio questa pratica, ma è citata in una fonte del 1582. Il governatore del castello era registrato come responsabile della manutenzione della luce di segnalazione aveva diritto a ricevere in cambio tributi dalle navi di passaggio.
Nel 1559, però, la scala che portava alla sommità della torretta crollò impedendo l'accensione del fuoco. Nel 1665, quindi, l'allora governatore (il colonnello Villiers) fece erigere un apposito faro sul promontorio all'interno delle mura del castello, utilizzando pietre prelevate dal priorato. Il faro fu ristrutturato nel 1775. Inizialmente alimentato a carbone, nel 1802 fu installata una luce Argand a petrolio. Nel 1841 William Fowke (un discendente di Villiers e suo successore come governatore) vendette il faro alla Trinity House di Londra. Il faro rimase in funzione fino al 1898, quando fu sostituito dal faro di St. Mary a Whitley Bay, a nord.  Il faro del castello di Tynemouth fu in seguito demolito.

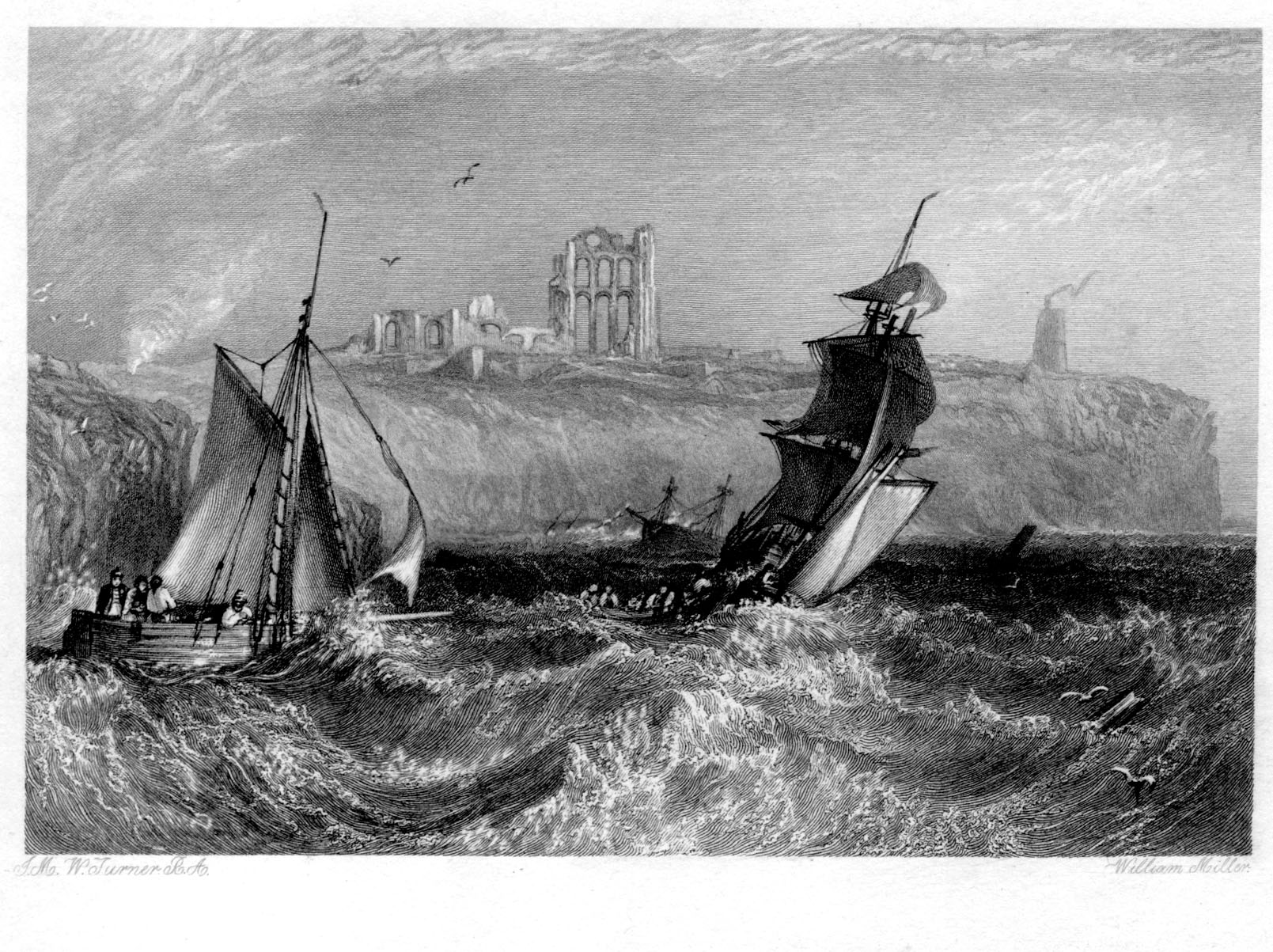
Priorato di Tynemouth, incisione di prova di William Miller da un disegno di William Turner. Il faro, ormai demolito, si erge all'estrema destra del promontorio.

Alla fine del XIX secolo il castello fu adibito a caserma e furono aggiunti diversi nuovi edifici. 
Nel 1930 il castello fu rilevato dall'Ufficio delle opere della Corona in seguito a un incendio e molte delle aggiunte moderne furono rimosse.  l castello giocò un ruolo importante durante la seconda guerra mondiale, quando fu utilizzato come installazione di difesa costiera che copriva la foce del fiume Tyne. Subì anche pesanti bombardamenti aerei nel 1941. Le strutture militari rimasero in loco fino al 1956, quando l'esercito lasciò il castello. Sono aperti al pubblico i tratti restaurati delle postazioni di difesa costiera,che includono una sala delle guardie e l'armeria principale, dove i visitatori possono vedere come le munizioni venivano maneggiate e protette in modo sicuro.

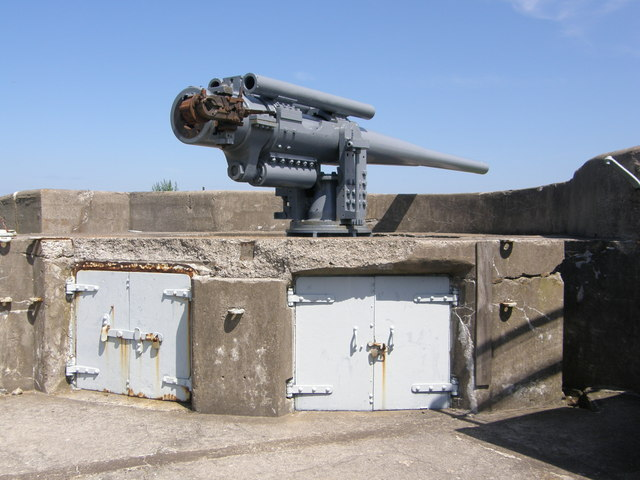
Postazione di artiglieria all'interno del recinto del priorato (replica di un cannone navale utilizzato nella seconda guerra mondiale)

### Oggi
Il corpo di guardia è l'unico edificio delle difese medievali sopravvissuto intatto. Le sezioni sopravvissute del priorato, compreso il muro dell'estremità orientale e le monofore, sono esempi di architettura del primo gotico. La più tarda cappella della famiglia Percy è completamente intatta. Resta molto delle mura che sono lunghe 3200 piedi (975 m). Il promontorio era originariamente completamente racchiuso da una cortina muraria e da torri, ma le mura nord ed est caddero in mare e gran parte del muro sud fu demolito; si conservano in buono stato il muro ovest e un tratto del muro sud (con camminamento di ronda originario). Delle moderne strutture militari rimangono solo l'abitazione del maresciallo e le postazioni d'artiglieria.